# 浜学園

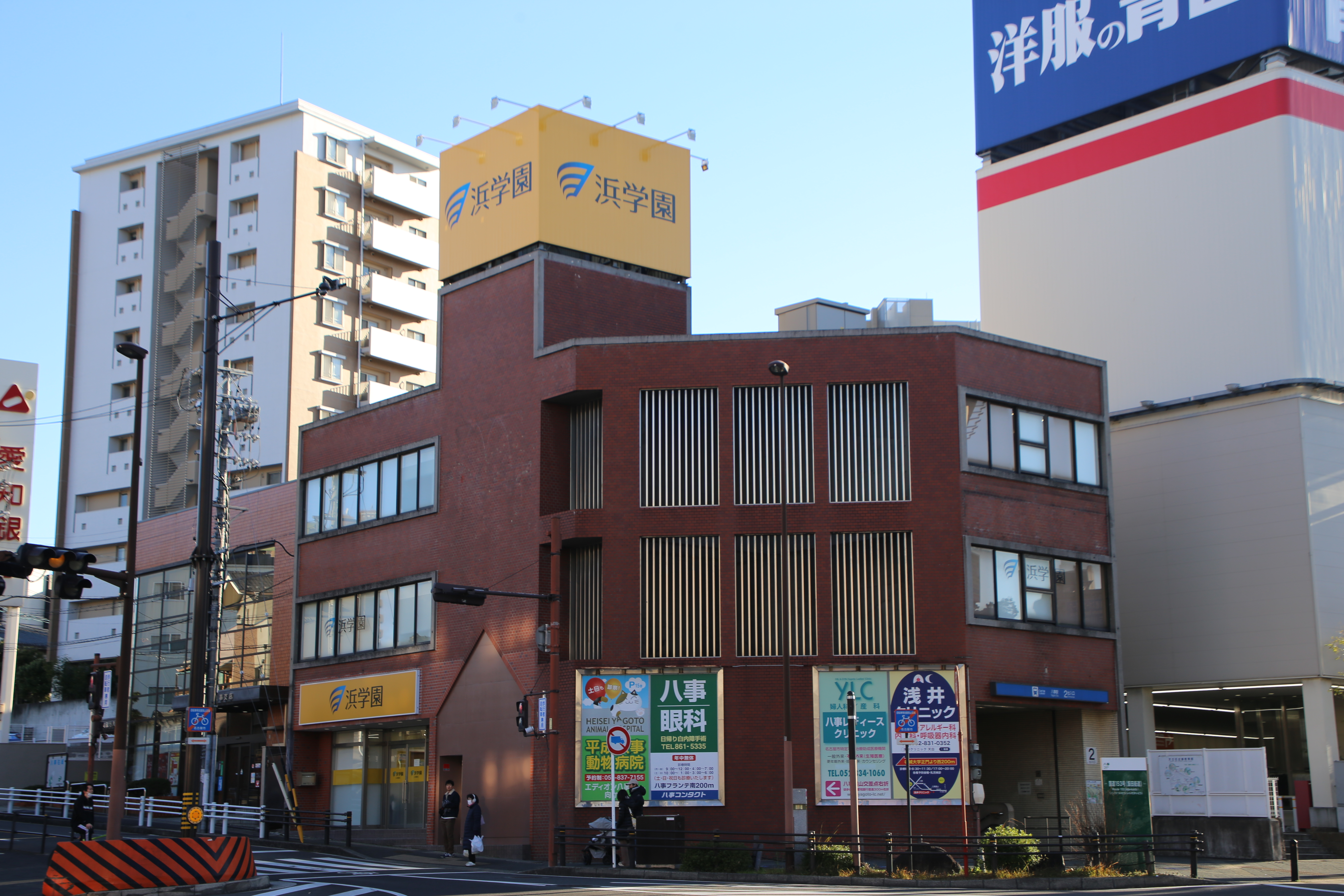

株式会社浜学園（はまがくえん）は、兵庫県西宮市に本部を置く、学習塾や通信教育、出版事業などを手掛ける日本の企業である。主な業務は、小学生を対象とした中学受験学習指導と幼児教室。

## 概要
進学塾として中学受験指導を行う進学教室浜学園は、塾生数約8000名を擁する主力事業。他にも個別指導を行う「Hamax」、自学自習プログラム「はま道場」を展開するほか、幼児教室「はまキッズ」などを、関東地方、関西地方、中部地方と沖縄県で展開している。
また、通信教育としてeラーニングを利用した浜学園Webスクールを提供しており、出版事業として小学館と協力し有名中学合格事典を発売。その他、小学館、小学館集英社プロダクションとテレビドラゼミの運用も行っている。

## 沿革
- 1959年 - 上治貞子により兵庫県尼崎市潮江に創立。当時の名称は「英語・数学塾」。
- 1960年 - 尼崎市・浜に教室を移転し「浜学園」と改称。当時の浜学園は上治貞子とその夫の上治義雄、そして理事長の弟の3人によって運営された。塾生は創設時2名であった。
- 1964年 - 尼崎市・下坂部に教室移転。
- 1972年 - 灘中に創設以来最初の合格者（1名）を出す。
- 1973年 - 伊丹に最初の分教室を開設。第一回公開学力テストの実施。
- 1974年 - 西宮進出。上治義雄が理事長に就任。浜学園教育基本方針や公開学力テスト・復習テストのフォーマット作成、生徒による授業アンケートの導入といった現在までに至る浜学園の根幹を創る。
- 1978年 - 浜学園の入塾資格が得られなかった生徒を対象とした「同学社」設立。現浜学園西宮本部開設。
- 1979年 - 高校部開設。
- 1981年 - 灘中合格者日本一(31名)達成。
- 1982年 - 塾生数5000名突破。
- 1991年 - 四条烏丸教室開設に伴い京都進出。
- 1992年 - 上治夫妻に浜学園の後継者として指名され、経営を任されていた当時の学園長前田卓郎と主力講師が、「専任講師不要論」を唱える経営陣に反発し、退職。浜学園の、受験生を含む多くの生徒を引き連れて独立し希学園を設立した。これに対し、浜学園は生徒名簿持ち出し、教材の盗用の2点で前田らを訴える事態に発展する。
- 1993年 - 浜学園授業宣言「疲れた身に鞭打ち、時間をかけて遠方より来てくれた子供たちに応え、彼らが心から満足する授業を私たちは提供します。」制定。

- 1995年 - 阪神・淡路大震災により多くの設備が破損。同年1993年より途絶えていた灘中合格者日本一(64名)を奪還。
- 1996年 - 西大寺教室開設をもって奈良へ進出。
- 2002年 - 学校週5日制に伴い、浜学園土曜スクール開講。竹森勝昭が理事長に就任。
- 2003年 - 名古屋教室開設をもって名古屋に進出。Hamax開講。新体制の経営方針に反発した、当時の学園長宗清勝安とこれに賛同した主力級を含む講師陣がWinの母体である投資会社の支援を受け、FELIXを立ち上げ独立。これを受けて、新学園長に歴代最年少の学園長として橋本憲一（算数科）、副学園長に八幡義治（社会科）が就任。
- 2005年 - 和歌山教室を開設し和歌山県へ進出。また岡山教室も開設され、岡山県に進出を果たす。はまキッズ開講。
- 2006年 - 姫路教室開設。
- 2007年 - 神戸住吉教室開設
- 2008年-  2月に京橋教室、加古川教室開設、7月に千里中央教室と伊丹教室開設、9月に名古屋初の平日授業校千種教室開設。
- 2009年 - NTTレゾナントとインタラクティブウェブをテーマにした「みんなでチャレンジ・全国統一難関中学模試」を発表[1]。一般コース、公開解説講義、説明会の映像化ならびに塾生向けインターネット配信を開始し、eラーニングに参入した。
- 2010年 - 一部教室で河合塾マナビスの運営を開始。マスターコースの映像を中心とした浜学園Webスクールの開講。草津教室開設をもって滋賀県に進出。NTTラーニングシステムズ、NTTスマートコネクト、西日本電信電話、デジタルアーツ[2]、SOBAプロジェクトとの協業[3] を開始。テレビ電話システムを活用した個別指導サービスに参入。
- 2011年 - YouTubeのコンテンツパートナーとなり、パートナーチャンネルを開設[4]。NTTぷららのひかりTVを活用したEラーニング環境トライアル。日本電信電話、西日本電信電話とのAndroidタブレットを活用した共同研究[5]、日立ソリューションズとの電子黒板を活用したデジタル教材の共同研究[6] を発表。JR京都駅前教室、神戸元町教室開設。
- 2012年 - 2月小学館とデジタルコンテンツの共同研究[7] を発表。11月小学館、西日本電信電話、NTTラーニングシステムズとの4社協業とテレビドラゼミ、浜学園シラベテを発表[8]。泉大津、堺東の両教室開講。また12月27日名古屋市にいりなか教室を開講[9]。
- 2013年 - 2月浜学園シラベテ正式サービス開始、4月テレビドラゼミ開講。小学館の学習漫画の一部を監修開始、9月小学館と協力し有名中学合格事典発売。10月駿台予備学校と合弁で「駿台浜学園」設立、東京都にお茶の水教室開講。その後東京都、神奈川県内に教室を展開。
- 2014年 - 2月NTTスマートコネクト、西日本電信電話、NTTラーニングシステムズとの4社協業による光Webスクールを発表[10]。8月NTTラーニングシステムズと浜学園シラベテへの画像認識機能追加を発表。愛知県高校受験専門「浜進学会」設立。「台湾浜学園」設立(海外に進出)、大阪府小学校受験対応「はまキッズ小学校受験コース」開始
- 2015年 - 進学会と合弁で「浜進学会」を設立、3月に金山駅前校を開設。
- 2018年 - 11月に浜学園円町教室開校。翌年2月から授業を開始する。
- 2019年 - 60周年を迎え、塾生にオリジナルノートと本のしおり、リングファイルをプレゼントする。通算31回目の灘中合格者数日本一で初の100名突破(102名)。
- 2020年 - 12月に一宮教室開設。
- 2021年 - 2月に那覇教室開設をもって沖縄県に進出。
- 2022年 - 2月に刈谷教室開設。4月に橋本憲一学園長が副理事長に、八幡義治副学園長が常務理事に就任。後任の新学園長に松本茂（社会科）が、新副学園長に小澤博則（算数科）、川畑清之（国語科）、加藤博規（理科）の3名が就任する新体制が発足。
- 2023年 - 2月に奈良県4教室目となる奈良学園前教室開設、愛知県に9教室目となる本山教室も開設した。また、日能研西宮教室本部を買収し、西宮教室(5号館)とした。
- 2025年 - 2月に愛知県10教室目となる星ヶ丘校が開設した。東京都港区に関東7教室目となる六本木教室を開設した。

## 企業
シンボルカラーは黄色で、浜学園マスコットキャラクターはオルパス。標語として常在戦場を掲げている。